# Eumorphus hilaris
Eumorphus hilaris es una especie de coleóptero de la familia Endomychidae.

## Distribución geográfica
Habita en Cochin (China).